# Usur (Psychoanalyse)
Der Begriff Usur (Benutzung, Abnutzung, Zerdenken) bezeichnet in der klassischen Psychoanalyse das Sinken des Affektbetrages einer Vorstellung, wenn sie Gegenstand der bewussten Beschäftigung ist. Das Konzept geht auf Sigmund Freud zurück und wird heute mit jeweils schulenspezifisch verschiedenen anderen Konzepten psychotherapeutisch genutzt.
Eine Verdrängung verhindert beispielsweise, dass eine Vorstellung bewusst werden kann und somit auch die Usur ihres Affektbetrages. Die Vorstellung bleibt somit (oft lebenslang) mit einem Affekt verbunden und äußert sich gelegentlich in Symptomen (siehe auch Abwehrmechanismen wie beispielsweise die Verschiebung).

## Ursachen einer verhinderten Usur
- Verdrängung
- Verschwinden oder Tod jener Person, mit der sich die Vorstellung verknüpft
- die Vorstellung wurde unter Autohypnose eingetragen

Die Bedingungen kommen auch in Kombination vor. In manchen Fällen ist aus unterschiedlichen Gründen keine Usur möglich. Das Erlebnis trägt dann eventuell zur Bildung von Partialtraumen bei.

## Beispiele
Eine Person hat ein schwieriges Verhältnis zu ihrer Mutter und flüchtet deshalb frühzeitig aus dem Elternhaus, ohne jemals zurückzukehren. Demütigende, peinliche oder andere missliebige Erlebnisse aus der Kindheit können deshalb nicht mehr adäquat aufgearbeitet oder abreagiert werden. (Gleiches tritt bei frühzeitigem Tod der Mutter ein, da sie dadurch ebenfalls als Opponent für spätere Auseinandersetzungen ausfällt.)
Eine Person hat ein missliebiges Erlebnis gehabt, weigert sich aber, sich damit weiter zu beschäftigen. Sie verdrängt die damit verbundenen Erinnerungen. Der „Affekt schwelt unbewusst vor sich hin“, ohne einer Aufarbeitung zugeführt werden zu können. Er unterliegt nicht der Usur.
Allen Ursachen ist gemeinsam, dass sie entweder die Abreaktion verhindern oder (dadurch) vor allem die Verarbeitung durch Zerdenken (assoziative Verarbeitung) verhütet.